# Championnats du monde de cyclisme sur route 1975
Navigation
Montréal 1974 Ostuni 1976
Les championnats du monde de cyclisme sur route 1975 ont eu lieu du 27 au 31 août 1975 à Mettet et à Yvoir en Belgique. 

## Résultats
| Épreuves :                                       | Or                                                                            | Or              | Argent                                                                                | Argent | Bronze                                                                           | Bronze |
| Épreuves masculines                              |                                                                               |                 |                                                                                       |        |                                                                                  |        |
| Hommes - course en ligne                         | Hennie Kuiper Pays-Bas                                                        | 6 h 39 min 19 s | Roger De Vlaeminck Belgique                                                           | + 17 s | Jean-Pierre Danguillaume France                                                  | m.t.   |
| Hommes - amateurs - course en ligne              | André Gevers Pays-Bas                                                         | -               | Sven-Ake Nilsson Suède                                                                | -      | Roberto Ceruti Italie                                                            | -      |
| Hommes - amateurs - contre-la-montre par équipes | Pologne Tadeusz Mytnik Mieczysław Nowicki Ryszard Szurkowski Stanisław Szozda | -               | Union soviétique Guennadi Komnatov Valeri Tchaplyguine Aavo Pikkuus Vladimir Kaminski | -      | Tchécoslovaquie Petr Matoušek Vlastimil Moravec Vladimir Vondracek Petr Bucháček | -      |
| Épreuve féminine                                 |                                                                               |                 |                                                                                       |        |                                                                                  |        |
| Femmes - course en ligne                         | Tineke Fopma Pays-Bas                                                         | -               | Geneviève Gambillon France                                                            | -      | Keetie van Oosten-Hage Pays-Bas                                                  | -      |

## Tableau des médailles
| Rang  | Nation           | Or | Argent | Bronze | Total |
| ----- | ---------------- | -- | ------ | ------ | ----- |
| 1     | Pays-Bas         | 3  | 0      | 1      | 4     |
| 2     | Pologne          | 1  | 0      | 0      | 1     |
| 3     | France           | 0  | 1      | 1      | 2     |
| 4     | Belgique         | 0  | 1      | 0      | 1     |
| 4     | Union soviétique | 0  | 1      | 0      | 1     |
| 4     | Suède            | 0  | 1      | 0      | 1     |
| 7     | Tchécoslovaquie  | 0  | 0      | 1      | 1     |
| 7     | Italie           | 0  | 0      | 1      | 1     |
| Total | Total            | 4  | 4      | 4      | 12    |